# 脱工業化社会
脱工業化社会（だつこうぎょうかしゃかい、英: post-industrial society）とは、工業化を経た産業社会（工業社会）がさらに発展し、産業構造において情報・知識・サービスなどを扱う第三次産業の占める割合が高まった社会のこと。「脱工業社会」、あるいは「脱産業（化）社会」、「ポスト工業（化）社会」とも呼ばれる。

## 脱工業化社会論
脱工業化社会（あるいは脱産業社会）という語は、1962年に初めてアメリカの社会学者ダニエル・ベルによって定式化された。ベルは、それまでの伝統社会/産業社会（ないし近代社会）の二分法による社会学的歴史区分では当時の社会変動を読み解けないとして、脱工業化社会を第三の区分として導入した。その後、論者によって意味やニュアンスの差を伴いながらも使用されるようになるが、アラン・トゥーレーヌやアルビン・トフラーなど多くの論者は情報・知識・サービスなどを扱う産業が社会において重要な役割を担うに従い、社会の支配構造の変容が見られることを指摘している。

### ダニエル・ベル
ベルの言う脱工業化社会とは、財の生産からサービス（高度情報サービスなど）に経済活動の重心が移行し、理論的知識が社会の「中軸原則」となり改革や政策形成の源泉となる社会である。ここから、「知識階級」と呼ばれる専門・技術職層の役割が大きくなり、組織運営の様式も経済外的な要因を配慮する「社会学化様式」に変わっていく社会、すなわち、「人間相互間のゲームを基本的な原理として運営される社会」が導かれる。しかし、この社会でも、社会計画に関しては必ずしも合理性だけで押しとおすことはできず、最終的な政策決定をめぐっては、効率性を追求するテクノクラートと各集団の利害を代表する政治家との間の矛盾が続くことになる。

### （中期）アラン・トゥーレーヌ
中期（1968年〜1986年）アラン・トゥーレーヌによれば、脱工業化（脱産業）社会とは、何よりも新たな形態の社会紛争を特色とする社会であり、『工業（産業）社会の特徴が、産業主義企業家と統制的労働組合運動（古い社会運動）との全体社会のありようをめぐる対立関係であったとすれば、脱工業化（脱産業）社会を特徴づけるのは、専門技術との関係で権力を行使する新たなテクノクラシーと、そうした技術や権力から排除されることによって疎外される新たな人々との闘争（新しい社会運動）ではある』という仮説に基づいている。その検証のために大規模な社会学的介入調査が実施された結果、このような仮説は、後期トゥレーヌ（1986年〜現在）自身によって否定されることになる。現在、トゥレーヌはモダニティ自体の捉え方を更新することで、脱産業社会における「新しい社会運動」論を乗り越えつつある。

### アルビン・トフラー
アルビン・トフラーは『第三の波』（1980年刊）の中で、新石器革命、産業革命に続く第三の変革を「脱工業化社会」としている。情報によって物理的資源の大部分が置き換えられ、さらに非効率な指揮系統の中で人々が一箇所に留まる官僚的組織とは対照的に、目的を持った人々の集まりが流動的に変化する「アドホクラシー」、特定の人々に対して柔軟かつ効率的に製品を提供する「マスカスタマイゼーション」、技術の進歩によって消費者が生産をも行うようになる「生産消費者」の登場などが描かれている。

## 脱工業化とサービス化
今日では一般に、第二次産業から第三次産業への経済シフトに着目して脱工業化と称し、あるいは、サービス産業などが中心になることに着目してサービス化（たとえば「経済のサービス化」「産業構造のサービス化」など）と呼称されている。さらに、サービス化の概念は、産業構造全体ではなく個別産業、就業構造、消費構造などの分析に用いられる場合もある。特に情報革命は脱工業化の進展を促すため、脱工業化社会と情報化社会は密接な関係にある。

### ペティ＝クラークの法則
経済の成長の段階によって、第一次、第二次、第三次と経済の主力が移り変わっていく現象。初期の段階においては、農業などの第一次産業の占める割合が非常に高い。経済が成長していくにしたがって、やがて第一次産業の占める割合が低下し、製造業などの第二次産業の占める割合が高くなっていく。さらに所得が高まり、経済が成熟化していくに連れて第三次産業の割合が高まっていく。
日本においては、1980年代にこの議論が盛んに行われた。

### 製造業の変化
製造業は製品を生産、出荷する産業ではあるが、製品の高付加価値化に対応するため、サービス産業へのアウトソーシングを進展させる場合がある。その分析手法としては、産業連関表において製造業の中間投入に占めるサービス産業の大きさをみる方法がある（例えば、昭和63年版通商白書、昭和53年版労働白書）。
また、製造業自体も、企画部門や販売部門が占めるウエイトが大きくなり、「製造業のサービス化」が進展している。一部の報告書ではこのことを「2.5次産業化」と表現している。

### サービス経済のトリレンマ
製造業では生産性の向上による賃金向上と雇用拡大が見込めるが、サービス産業では大幅な生産性向上が見込めないため、賃金が抑制されなければ雇用の拡大が実現されない。よって、トービン・アイヴァーセンらによれば、経済のサービス化が進展すると、所得平等、雇用拡大、均衡財政（あるいは「税負担の抑制」）の3つすべてを同時に満たせなくなる。イエスタ・エスピン＝アンデルセンの福祉レジーム論を敷衍すれば、社民主義レジーム（北欧諸国など）では均衡財政が、自由主義レジーム（アメリカなど）では所得平等が、保守主義レジーム（ドイツなど）では雇用拡大が、それぞれ犠牲となる。